# Lê Thanh Hải (tướng công an)
Lê Thanh Hải là một tướng lĩnh Công an nhân dân Việt Nam, hàm Thiếu tướng và là chính trị gia người Việt Nam. Ông hiện giữ chức vụ Phó Chánh Thanh tra Bộ Công an Việt Nam.
Ông nguyên là Thành ủy viên, Phó Bí thư Đảng ủy, Phó Giám đốc Công an thành phố Đà Nẵng, đại biểu Hội đồng nhân dân thành phố Đà Nẵng khóa IX (2016 - 2021).

## Xuất thân
Lê Thanh Hải quê quán tại phường Điện Dương, thị xã Điện Bàn, tỉnh Quảng Nam, Việt Nam.

## Giáo dục
- Đại học An ninh nhân dân.[7]
- Cao cấp lí luận chính trị
- Thạc sĩ Luật, chuyên ngành tội phạm học và điều tra tội phạm.[7]
- Tiến sĩ An ninh và trật tự xã hội, chuyên ngành Quản lý Nhà nước về ANTT (khóa 2013).[8]

## Sự nghiệp
Lê Thanh Hải là đảng viên Đảng Cộng sản Việt Nam.
Ông từng kinh qua nhiều chức vụ tại Công an tỉnh Quảng Nam - Đà Nẵng (cũ). Trước tháng 10 năm 2010, ông là Trưởng phòng Tổ chức cán bộ, Công an thành phố Đà Nẵng.
Ngày 18 tháng 10 năm 2010, Bộ trưởng Bộ Công an, Đại tướng Lê Hồng Anh đã có Quyết định số 4142/QĐ-BCA bổ nhiệm Thượng tá Lê Thanh Hải, Trưởng phòng Tổ chức cán bộ, Công an thành phố Đà Nẵng giữ chức vụ Phó Giám đốc Công an thành phố Đà Nẵng; đồng thời, đồng chí Lê Thanh Hải cũng được Bộ Công an quyết định thăng cấp hàm từ Thượng tá lên Đại tá.
Năm 2015, ông được bầu vào Ban Chấp hành Đảng bộ thành phố Đà Nẵng khóa XXI (2015-2020) với số phiếu 89,14%.. Chiều ngày 29-7, tại Đại hội đại biểu Đảng bộ CATP, ông được bầu giữ chức vụ Chủ nhiệm Ủy ban Kiểm tra Đảng ủy Công an thành phố Đà Nẵng nhiệm kỳ 2015-2020.
Năm 2016, ông được Ủy ban Mặt trận Tổ quốc Việt Nam thành phố Đà Nẵng giới thiệu ra ứng cử đại biểu Hội đồng nhân dân thành phố khóa IX (nhiệm kỳ 2016-2021), đơn vị bầu cử số 4. 
Chiều ngày 24 tháng 5, ông trúng cử đại biểu Hội đồng nhân dân thành phố Đà Nẵng.
Tại buổi bảo vệ luận án Tiến sĩ cấp Học viện thuộc Học viện Cảnh sát nhân dân (Bộ Công an) ngày 8 tháng 6 năm 2017, Hội đồng chấm Luận án Tiến sĩ, do Trung tướng, GS, TS Nguyễn Xuân Yêm - Giám đốc Học viện Cảnh sát nhân dân làm Chủ tịch Hội đồng, đã thống nhất cấp bằng Tiến sĩ An ninh và trật tự xã hội (AN và TTXH), chuyên ngành Quản lý Nhà nước về ANTT (khóa 2013) cho nghiên cứu sinh, Đại tá Lê Thanh Hải.
Từ ngày 8 tháng 7 năm 2019, Đại tá, Tiến sĩ Lê Thanh Hải, Thành ủy viên, Phó Bí thư Đảng ủy, Phó Giám đốc Công an thành phố Đà Nẵng, được điều động và bổ nhiệm giữ chức vụ Phó Chánh Thanh tra Bộ Công an Việt Nam theo Quyết định số 5192/QĐ-BCA-X01 của Bộ trưởng Bộ Công an Việt Nam Tô Lâm.
Sau đó ít tháng, ngày 12 tháng 11 năm 2019, ông được Tổng Bí thư, Chủ tịch nước Cộng hòa xã hội chủ nghĩa Việt Nam Nguyễn Phú Trọng quyết định phong quân hàm Thiếu tướng Công an nhân dân Việt Nam.
Sáng ngày 10 tháng 12 năm 2019, tại kỳ họp thứ 12 Hội đồng nhân dân thành phố Đà Nẵng khóa IX, Hội đồng nhân dân đã miễn nhiệm chức danh Ủy viên Ủy ban Nhân dân Thành phố Đà Nẵng, nhiệm kỳ 2016-2021 đối với Thiếu tướng, Tiến sĩ Lê Thanh Hải, nguyên Phó Bí thư Đảng ủy, Phó Giám đốc Công an thành phố Đà Nẵng, do ông được Bộ Công an điều động, bổ nhiệm công tác khác.

## Báo chí
- Lê Thanh Hải. Một số thay đổi trong tổ chức và hoạt động thanh tra Công an nhân dân theo quy định của Nghị định số 25/2021/NĐ-CP. Tạp Chí Thanh Tra. Ngày 9 tháng 8 năm 2021, số 05/2021.[23][24]

## Lịch sử thụ phong quân hàm
| Năm thụ phong | –        | –         | –      | –        | –        | –         | 2010   | 2019        |
| ------------- | -------- | --------- | ------ | -------- | -------- | --------- | ------ | ----------- |
| Quân hàm      |          |           |        |          |          |           |        |             |
| Cấp bậc       | Trung úy | Thượng úy | Đại úy | Thiếu tá | Trung tá | Thượng tá | Đại tá | Thiếu tướng |

## Phong tặng
Trong quá trình chiến đấu và công tác, Lê Thanh Hải đã được tặng thưởng:

### Huân Huy chương
|  |  |  |  |  |  |
|  |  |  |  |  |  |

| Huân chương Bảo vệ Tổ quốc hạng Ba Có thành tích xuất sắc trong phong trào thi đua "Vì an ninh Tổ quốc" trong giai đoạn từ năm 2008 đến 2013 (2013) | Huân chương Bảo vệ Tổ quốc hạng Ba Có thành tích xuất sắc trong phong trào thi đua "Vì an ninh Tổ quốc" trong giai đoạn từ năm 2008 đến 2013 (2013) | Huân chương Chiến công hạng Nhất (–) | Huân chương Chiến công hạng Nhất (–) | Huy chương Vì an ninh Tổ quốc Phục vụ liên tục trong Công an nhân dân từ 25 năm trở lên và hoàn thành tốt nhiệm vụ trong thời gian tại ngũ (–) | Huy chương Vì an ninh Tổ quốc Phục vụ liên tục trong Công an nhân dân từ 25 năm trở lên và hoàn thành tốt nhiệm vụ trong thời gian tại ngũ (–) |
| Huy chương Chiến sĩ vẻ vang hạng Nhất Có công lao trong việc xây dựng Công an Nhân dân Việt Nam và phục vụ tại ngũ liên tục 20 năm trở lên (–)      | Huy chương Chiến sĩ vẻ vang hạng Nhất Có công lao trong việc xây dựng Công an Nhân dân Việt Nam và phục vụ tại ngũ liên tục 20 năm trở lên (–)      | Huy chương Chiến sĩ vẻ vang hạng Nhì Có công lao trong việc xây dựng Công an Nhân dân Việt Nam và phục vụ tại ngũ liên tục 15 năm trở lên (–) | Huy chương Chiến sĩ vẻ vang hạng Nhì Có công lao trong việc xây dựng Công an Nhân dân Việt Nam và phục vụ tại ngũ liên tục 15 năm trở lên (–) | Huy chương Chiến sĩ vẻ vang hạng Ba Có công lao trong việc xây dựng Công an Nhân dân Việt Nam và phục vụ tại ngũ liên tục 10 năm trở lên (–)   | Huy chương Chiến sĩ vẻ vang hạng Ba Có công lao trong việc xây dựng Công an Nhân dân Việt Nam và phục vụ tại ngũ liên tục 10 năm trở lên (–)   |

## Gia đình
Ông có vợ là bà Phạm Thị Thu Vân, nguyên hàm Vụ trưởng trong Văn phòng Trung ương Đảng Cộng sản Việt Nam.